# Forces françaises de l'Ouest
Pour les articles homonymes, voir FFO.
Les Forces françaises de l’Ouest (FFO) ont été créées le 14 octobre 1944 par le Gouvernement provisoire (GPRF) avec pour mission de rassembler les forces militaires françaises devant les poches de résistance allemandes sur le littoral ouest-européen.
En mars 1945, les FFO sont renommées Détachement d'Armée de l'Atlantique (DDA).

## Présentation
Le Gouvernement provisoire confie au général de Larminat le commandement des FFO.
Les FFO sont organisées en cinq secteurs :
- Trois secteurs au sud : poche de La Rochelle, poche de Royan et de la pointe de Grave, secteurs confiés au colonel Adeline ;
- Secteur du centre : poche de Saint-Nazaire avec 16 500 hommes ;
- Secteur du Morbihan : La Vilaine au sud du secteur et la poche de Lorient au nord. Le secteur est confié au général Borgnis-Desbordes avec 12 000 hommes[1].

Le 1er mars 1945, les FFO sont renommées détachement d'armée de l'Atlantique (DDA),, toujours sous le commandement du général de Larminat. Après la reddition des poches allemandes, le détachement d'armée de l'Atlantique est dissous le 15 juin 1945.